# River Leam
River Leam är ett vattendrag i Storbritannien.   Det ligger i riksdelen England, i den södra delen av landet, 130 km nordväst om huvudstaden London.